# 錘角春蜓
錘角春蜓（學名：Stylogomphus shirozui shirozui）為臺灣特有種動物，主要分佈於海拔600公尺以下的山區溪流。成蟲出現於４－９月，雄蟲複眼成綠色，顏面為黑褐色，額頭有黃斑，胸部成淡黃綠色，擁有明顯的「Ｙ」形黑紋，翅膀是透明的，翅基為黃色，翅痣成褐色，腹部為黑色，第２節側面有一個「ㄩ」形的綠黃斑，第３－８腹節前端有一個小白斑，腹長32--34公厘，後翅長23--27公厘。雌蟲與雄蟲相似。